# AFI (zespół muzyczny)

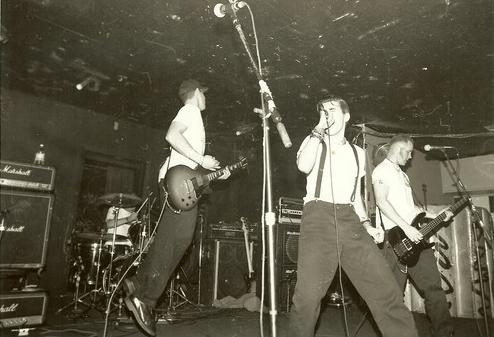
AFI (1995)

AFI (A Fire Inside) – amerykański zespół rockowy z Ukiah w Kalifornii. Założony został w 1991 roku przez Daveya Havoka (śpiew), Marka Stopholese’a (gitara), Vica Chalkera (bas) i Adama Carsona (perkusja). Obecny skład to: Davey Havok, Jade Puget, Hunter Burgan, Adam Carson.
Grają mroczną, introspektywną muzykę, w której słychać zarówno inspirację The Cure, jak i wpływy death-rocka, hardcore'u czy Ramones. Znani są z przywiązywania dużej wagi do koncertów, jak sami mówią: „...koncerty zawsze były dla nas najważniejsze. Naszą bazę fanów stworzyliśmy w oparciu o występy na żywo”. Obecnie zespół rozwinął się w kierunku melodycznego rocka.
Współpracowali z wieloma artystami – od Rancid do Jane’s Addiction. Davey Havok przyznaje: „Kiedy grasz muzykę w stylu, który tak naprawdę nie pasuje nikomu, podejmujesz ryzyko, że nikogo nie przyciągniesz. Rzucasz ludziom wyzwanie, aby opuścili swoje nisze i porzucili wyobrażenie o tym, co lubią i do czego się przyzwyczaili. Na szczęście jest wielu ludzi, którzy nie zwracają uwagi na styl – po prostu koncentrują się na muzyce i akceptują nas takich, jacy jesteśmy. Dlatego mamy fanów wśród przedstawicieli przeróżnych subkultur – skaterów, nawiedzonych dzieciaków, punk-rockerów, metalowców, studentów college’ów, hardcorowców, itp.”
Komercyjny sukces przyniosła im płyta „Sing the Sorrow” z 2003 roku. Piosenka „Girl's Not Grey” dostała statuetkę MTV2 dla najlepszej piosenki 2003 roku. W 2006 roku teledysk do piosenki Miss Murder pochodzącej z kolejnego albumu „Decemberunderground”, został nagrodzony statuetką MTV Video Music Awards w kategorii najlepszy teledysk rock. W 2009 roku zespół wydał płytę „Crash Love”. 4 lata później wyszedł album „Burials” różniący się znacznie od ostatnich dokonań zespołu. Cięższe brzmienie i teksty wypełniają większą część płyty.

## Muzycy

### Aktualni członkowie
- Davey Havok – śpiew (1991–)
- Jade Puget – gitara, śpiew towarzyszący, klawisze (1998–)
- Hunter Burgan – gitara basowa, śpiew towarzyszący, programowanie, klawisze (1997–)
- Adam Carson – perkusja, śpiew towarzyszący (1991–)

### Byli członkowie
- Mark Stopholese – gitara, śpiew towarzyszący (1991–1998)
- Geoff Kresge – gitara basowa, śpiew towarzyszący (1992–1997)
- Vic Chalker – gitara basowa (1991–1992)

## Dyskografia
- Answer That and Stay Fashionable (Wingnut) (1995)
- Very Proud of Ya (1996)
- Shut Your Mouth and Open Your Eyes (1997)
- Black Sails in the Sunset (1999)
- The Art of Drowning (2000)
- Sing the Sorrow (2003)
- Decemberunderground (2006)
- Crash Love (2009)
- Burials (2013)
- AFI (The Blood Album) (2017)

### EP
- Dork (EP) (1993)
- Behind the Times (later-1993)
- Eddie Picnic's All Wet (1994)
- This Is Berkeley, Not West Bay (1994)
- Bombing the Bay (1995)
- Fly in the Ointment (1995)
- A Fire Inside EP (1998)
- Black Sails EP (1999)
- All Hallow's EP (1999)
- The Days of the Phoenix EP (2001)
- 336/Now the World (2002)

### Single
- He Who Laughs Last 1996
- Third Season 1997
- Totalimmortal 1999
- The Days of the Phoenix 2003
- Girl's Not Grey 2003
- The Leaving Song Pt. 2 2003
- Silver and Cold 2003
- Miss Murder 2006
- Love Like Winter 2006
- Medicate 2009
- Beautiful Thieves 2010

## Wideografia
- Clandestine CD/DVD
- I Heard a Voice CD/DVD

## Teledyski
| Rok  | Tytuł                           | Reżyseria                |
| ---- | ------------------------------- | ------------------------ |
| 1996 | "He Who Laughs Last..."         | Darren Doane, Ken Daurio |
| 1997 | "Third Season"                  | Darren Doane, Ken Daurio |
| 1999 | "Totalimmortal"                 | Brent Waroniecki         |
| 2000 | "The Days Of The Phoenix"       | Marc Webb                |
| 2003 | "Girl's Not Grey"               | David Slade              |
| 2003 | "The Leaving Song, Pt. II"      | Marc Webb                |
| 2003 | "Silver And Cold"               | John Hillcoat            |
| 2006 | "Prelude 12/21" / "Miss Murder" | Marc Webb                |
| 2006 | "Love Like Winter"              | Marc Webb                |
| 2009 | "Medicate"                      | Paul Minor               |
| 2010 | "Beautiful Thieves"             | Travis Kopach            |

## Soundtracki
- Utwór The Boy Who Destroyed The World został wykorzystany na ścieżce dźwiękowej gry Tony Hawk’s Pro Skater 3.
- Utwór Miss Murder został wykorzystany na ścieżce dźwiękowej gry Guitar Hero III: Legends of Rock.
- Utwór Prelude 12/21 został wykorzystany jako soundtrack w serialu One Tree Hill.